# Пюник-2
Футбольный клуб «Пюник Академия» (ранее «Пюник-2») (арм. Ֆուտբոլային Ակումբ „Փյունիկ ակադեմիա“) — армянский футбольный клуб из Еревана. Основан в 2001 году как фарм-клуб клуба Премьер-лиги «Пюник». В первый же сезон выступления в Первой лиге завоевал третье место в первенстве. Своё превосходство в классе над участниками первой лиги «Пюник-2» показывал на протяжении четырёх лет с 2004 по 2007 года включительно, когда команда выигрывала чемпионат первой лиги. Из-за принадлежности команды к клубу, выступающему в Премьер-лиге, перейти в элиту «Пюник-2» не имеет права.
В 2006 году игроки «Пюника-2» составляли костяк сборной Армении до 19 лет, принимавшей участие в групповом турнире первого квалификационного раунда чемпионата Европы.
С сезона-2021/22 название команды, участвующей в Первой лиге — «Пюник Академия».

## Достижения
Чемпион Первой лиги (4)2004, 2005, 2006, 2007
 Серебряный призёр Первой лиги (3)2004, 2008, 2016/17
 Бронзовый призёр Первой лиги (7)2001, 2003, 2009, 2010, 2011, 2012/13, 2014/15

## Тренерский штаб
- Главный тренер —  Ашот Аветисян
- Тренер —  Артур Авагян
- Массажист —  Сейран Макарян
- Массажист —  Зограб Ниазян